# هيرينفين
هيرينفين Heerenveen  بلدية تقع في مقاطعة فرايزلاند شمال هولندا.اكتسبت البلدة شهرة دولية في التزلج السريع ، لأنها تمتلك أسرع حلبة تزلج سريع في الأراضي المنخفضة على مستوى العالم.

## تاريخ
تم إنشاء المدينة في عام 1551 من قبل ثلاثة أمراء كموقع لغرض حفر الخث الذي كان يستخدم للوقود ، ومن هنا جاءت تسميته سيد الخث (heer - السيد ، veen - "الخث"). لم تكن هيرنفين واحدة من المدن الإحدى عشرة التقليدية في فرايزلاند حيث لم يكن لديها ما يسمى بحقوق المدينة. ومع ذلك ، فهي الآن واحدة من أكبر البلديات في المقاطعة.

## متاحف
- متحف البلفدير للفن الحديث و المعاصر.
- متحف هيرنفين ، التاريخ المحلي و الثقافي.

## رياضات
تشتهر هيرنفين بإنجازاتها الرياضية والإقامة الرياضية العالمية. وتشمل الاستادات ملعب آبي لينسترا لكرة القدم وساحة التزلج السريع تيالف التي كانت واحدة من أولى حلبات التزلج على الجليد على مسافة 400 متر في العالم ، حيث تجذب الأحداث الدولية التي تقام سنويًا حشودًا كبيرة. تيالف هي أيضا موطن لفريق هوكي الجليد في المدينة هيرنفين فلايرز. يلعب فريق كرة القدم في البلدة ، نادي هيرنفين، في الدرجة الأولى وكان له حضور ثابت في دوري أوروبا ، وتصدره أكبر إنجازات الفريق عندما تأهل إلى دوري أبطال أوروبا UEFA في عام 2000. في عام 2006 ، مشروع استاد آبي لينسترا غير عادي لأن سعته الداعمة أكبر من عدد سكان البلدة. أحد الملاعب القليلة لكرة القدم التي تشترك في مجموعة من الرياضات المختلفة وهو شبيه بملعب ملعب بولار دولولي في لنس، فرنسا. تشترك في هذا التمييز العديد من ملاعب كرة القدم الأمريكية ، معظمها ملاعب كرة القدم جامعية.

## طوبوغرافيا
خريطة طوبوغرافية هولندية لبلدية هيرينفين، مارس 2014، (تقرأ بعد ثلاث نقرات على الخريطة)

## مدينة توآم
- ريشون لتسيون ,اسرائيل

## أعلام
- خريتا داوزينبيرخ - ناشطة سياسية هولندية مؤيدة للقضية الفلسطينية.
- كلارا دي جونغ
- أندريس نوبرت
- إيلكو فان كليفنس
- جانين سميت
- آبي لنسترا

## معرض صور

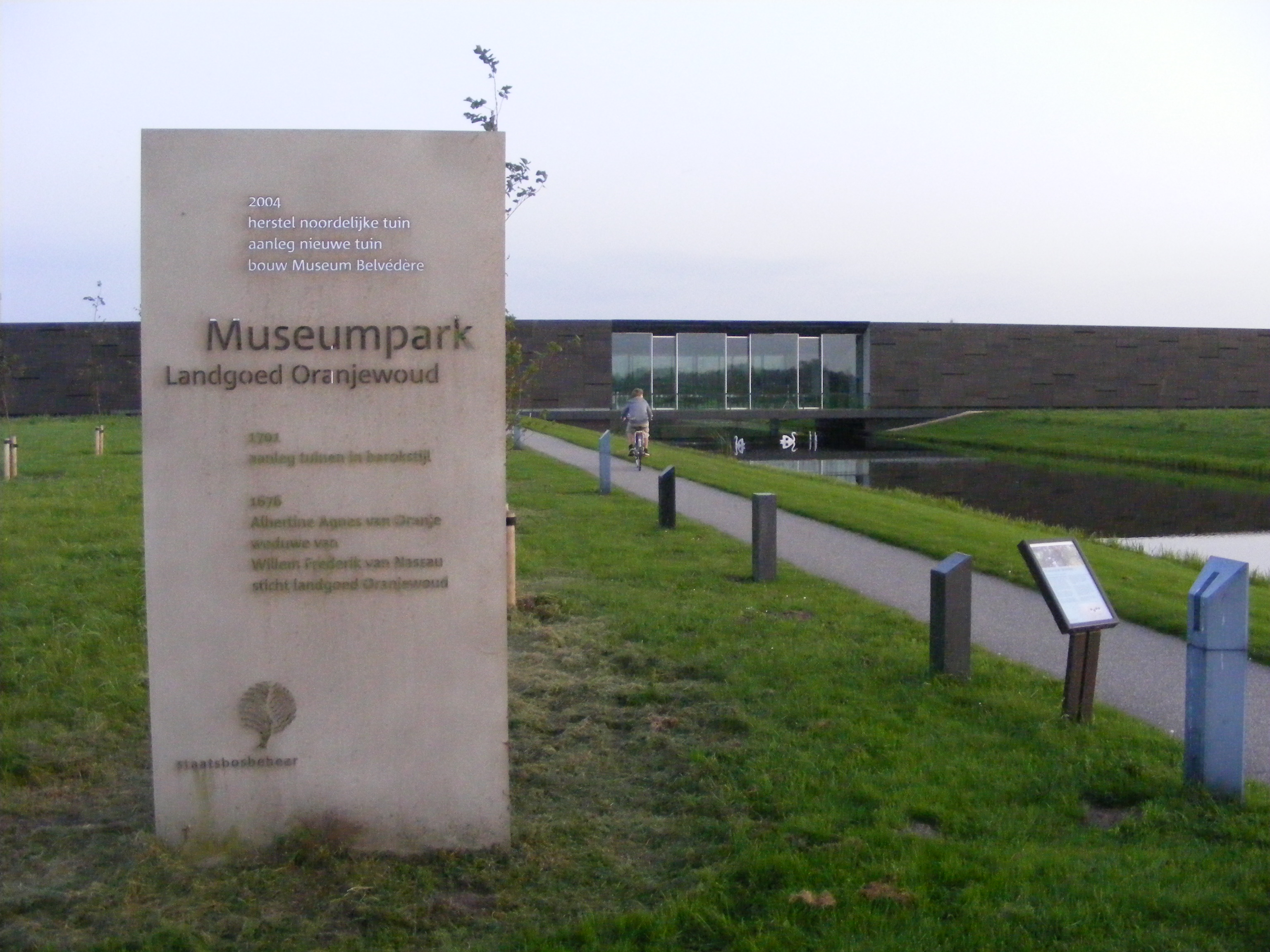
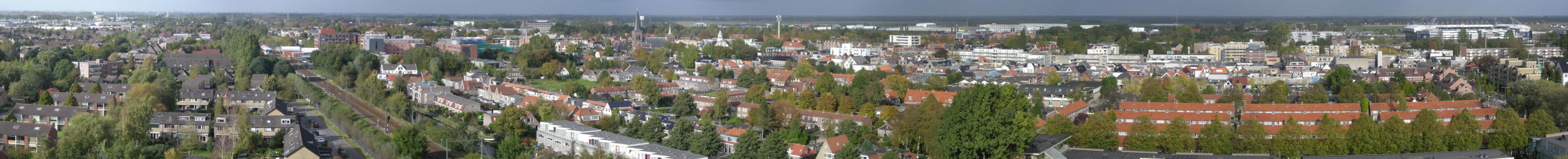
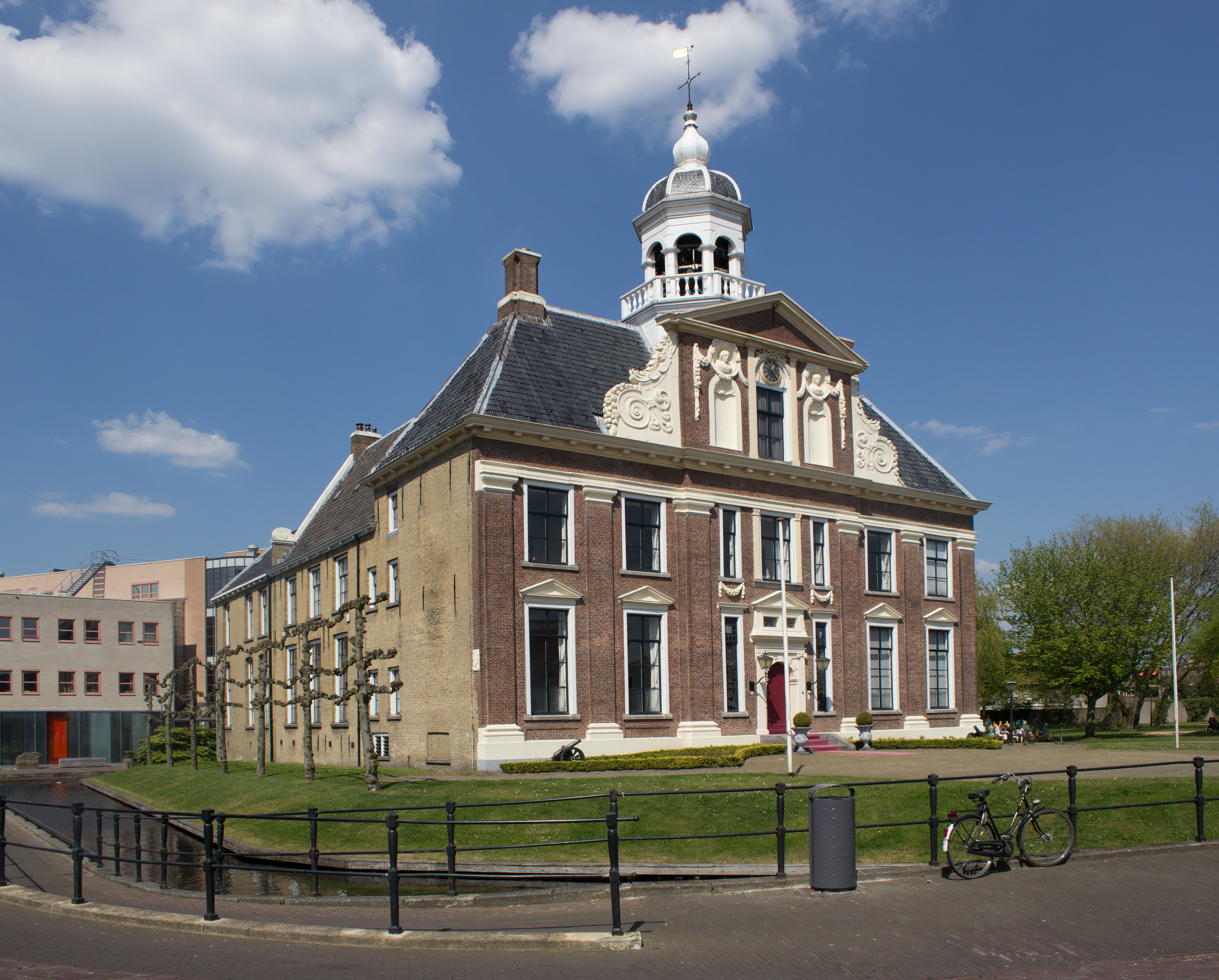
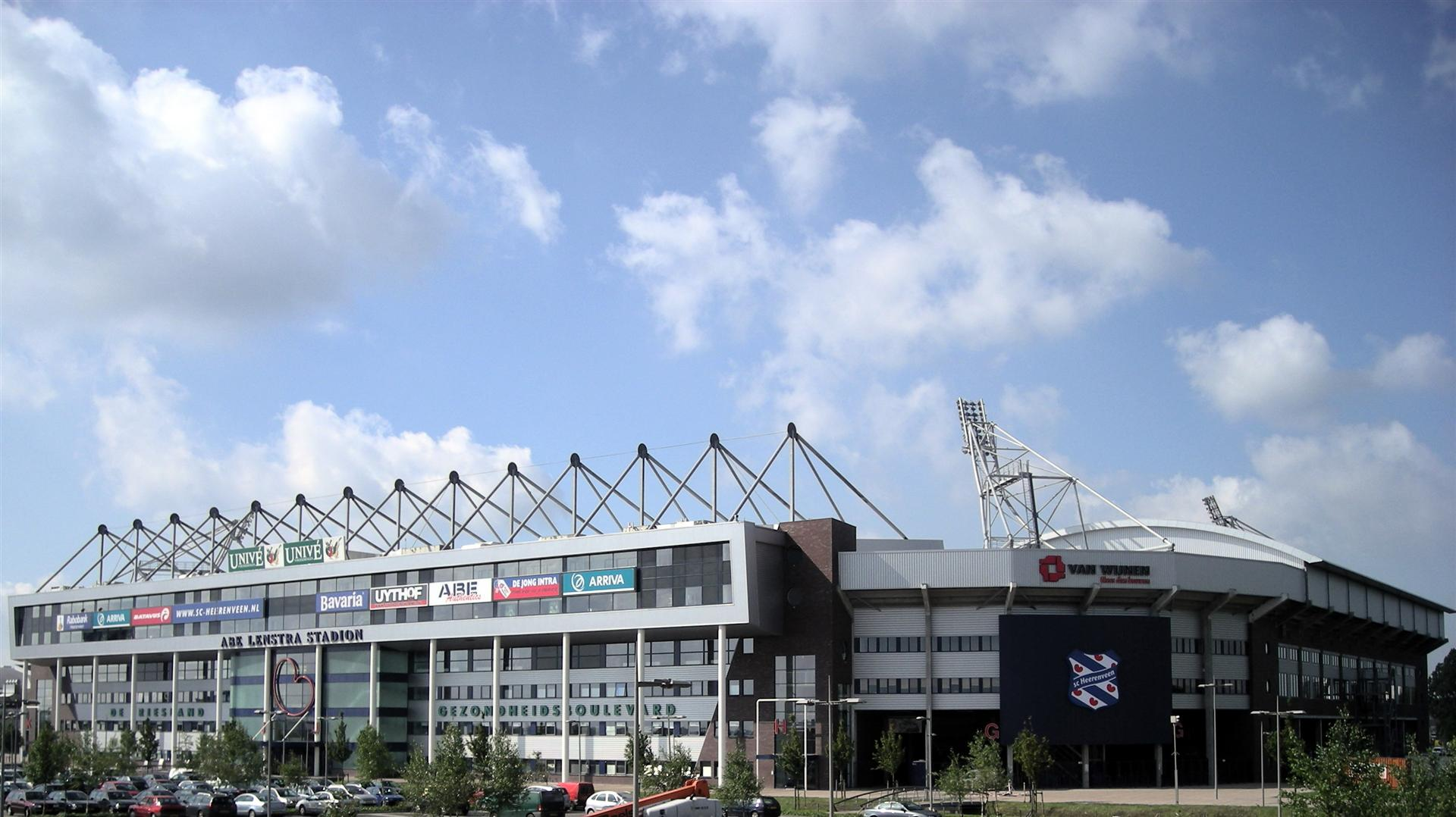
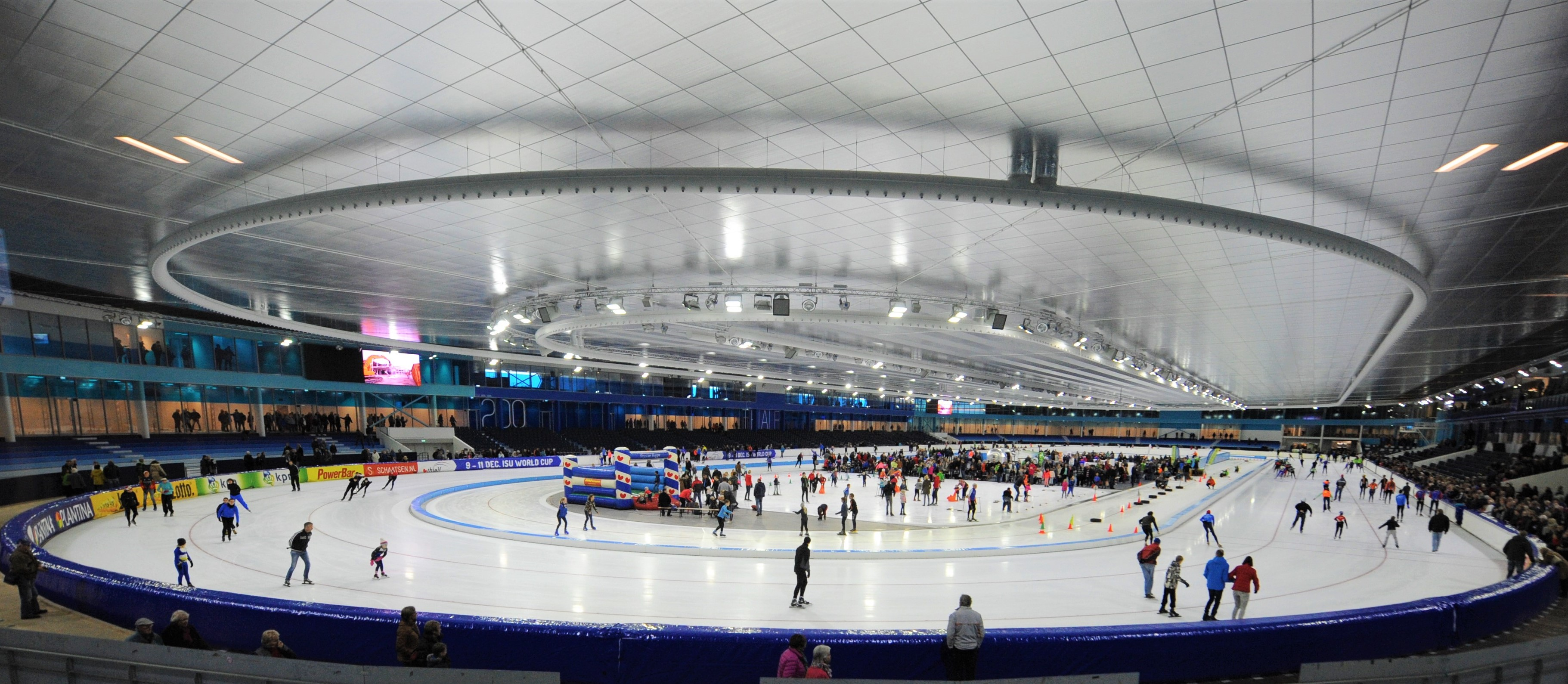